# Johann Arnold Nering
Johann Arnold Nering (även Nehring), född 13 januari 1659 i Wesel, död 21 oktober 1695 i Berlin, var tysk arkitekt (vissa källor betecknar honom som nederländare).
Nering blev 1691 överdirektör för alla kurfurstliga byggnader i Berlin. Han var en arkitekt, som mot barockens utsvävningar satte ädel enkelhet och vackra proportioner. Av hans verk kan nämnas en flygel av gamla slottet i Berlin, observatoriet och det kurfurstliga stallet, som ansågs för ett mönster i sitt slag, men först och sist utkastet till det berömda tyghuset (Zeughaus) i Berlin, fullbordat av Jean de Bodt, som dock i vissa delar förändrade Nerings plan. Tyghuset är idag lokal för Deutsches Historisches Museum.

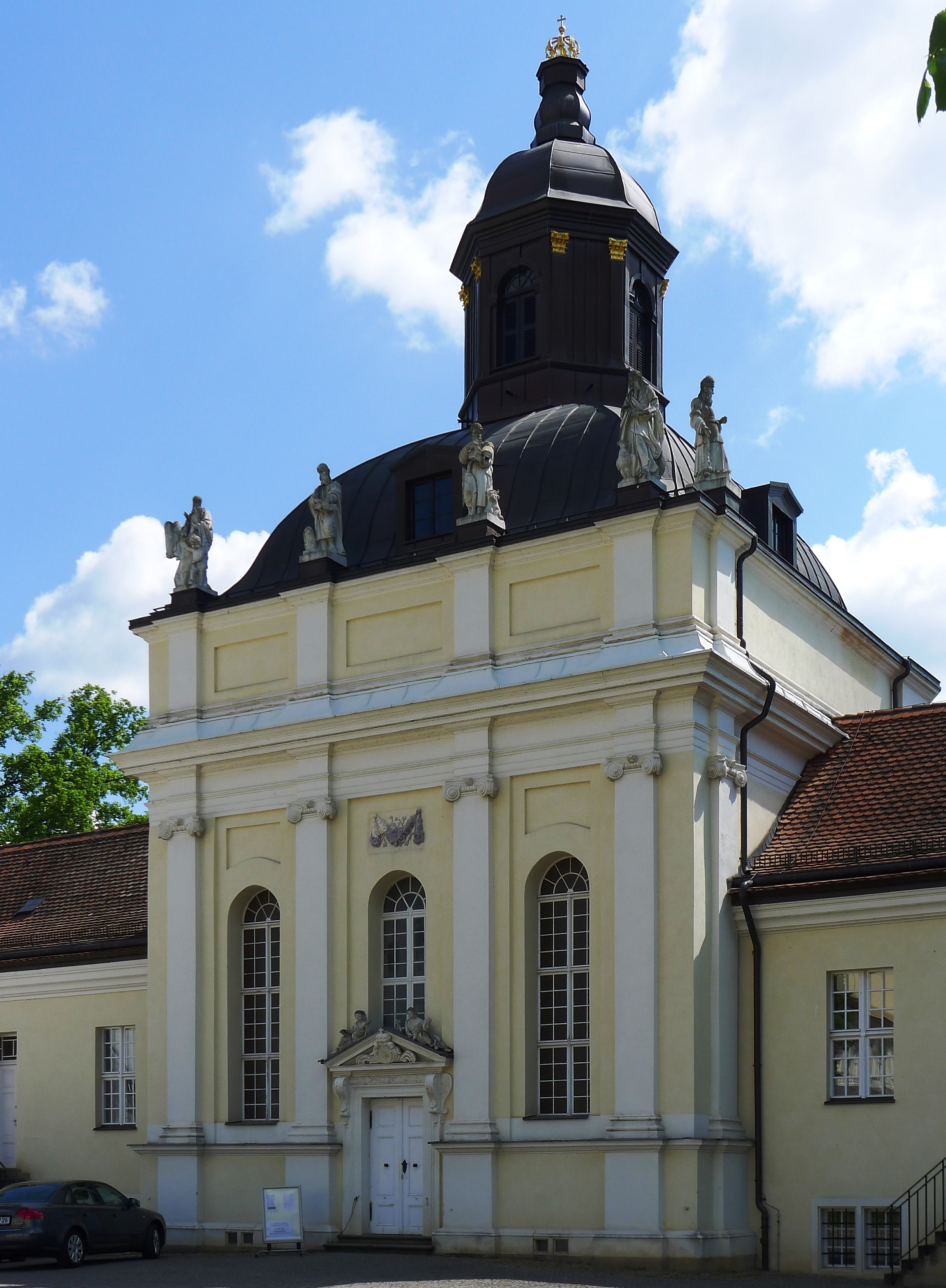
Köpenicks slottskyrka